# Μ opioidní receptor

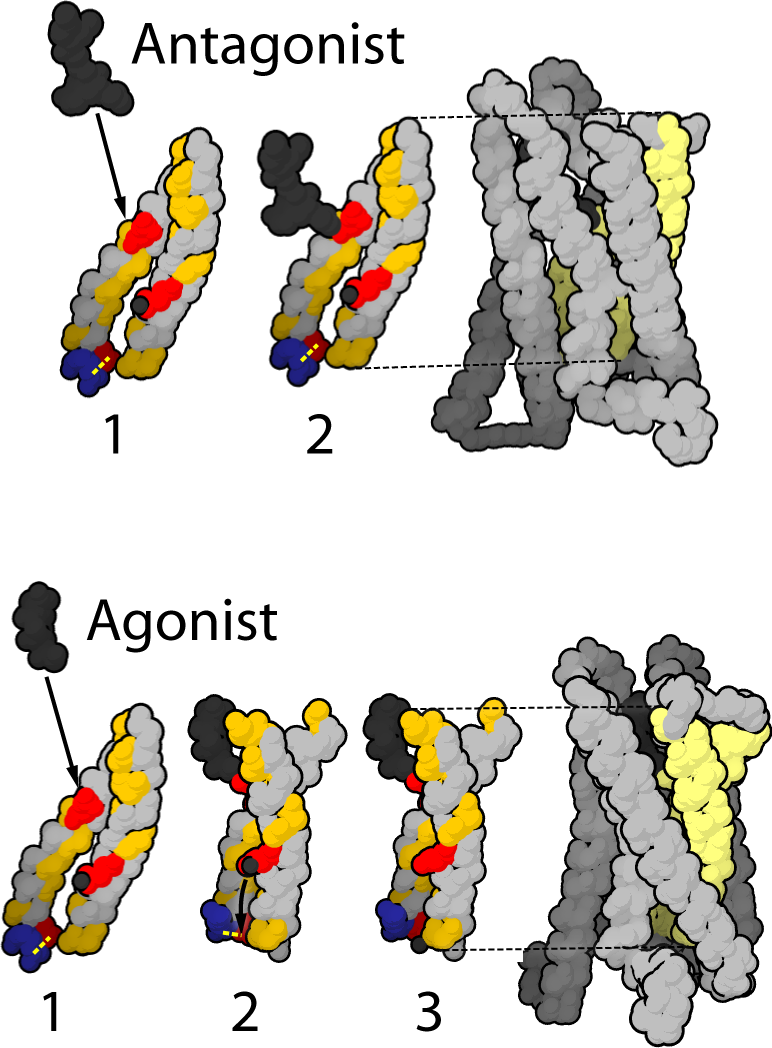
Aktivní a neaktivní μ opioidní receptory

μ opioidní receptory, čti mjů (MOR) jsou třídou opioidních receptorů s vysokou afinitou pro enkefaliny a beta-endorfin a nízkou k dynorfinům. Proto jsou oba označovány také za μ opioidní peptidové (MOP) receptory. Prototypem agonisty μ opioidního receptoru je morfin jako primární psychoaktivní alkaloid v opiu. Jde o inhibiční receptor spřažený s G-proteinem, který aktivuje alfa podjednotku G I, inhibici aktivity adenylátcyklázy a snižující hladinu cAMP.

## Struktura
Struktura komplexu µ opioidního receptoru-Gi proteinu byla publikována v roce 2018 pomocí kryoelektronové mikroskopie.

## Varianty
Tři varianty μ opioidního receptoru jsou dobře charakterizovány, nicméně RT-PCR identifikovala až 10 celkových sestřihových variant u lidí.
| μ 1 | Nejvíce prostudovaný                                                                                         |
| μ 2 | TRIMU 5 je selektivní agonista receptoru μ 2.                                                                |
| μ 3 | tato varianta byla poprvé popsána v roce 2003. Je citlivý na opiátové alkaloidy, ale ne na opioidní peptidy. |

## Výskyt
Mohou existovat buď presynapticky nebo postsynapticky v závislosti na typech buněk.
Tyto opioidní receptory existují většinou presynapticky v periakveduktální šedé oblasti a v povrchovém dorzálním rohu míše (konkrétně substantia gelatinosa Rolando). Jinak se také vyskytují ve vnější plexiformní vrstvy čichové cibule, nucleus accumbens, v několika vrstvách mozkové kůry a v některých jádrech amygdaly, stejně jako v jádru solitárního traktu.
Některé MORs byly nalezené ve střevním traktu. Aktivace těchto receptorů inhibuje peristaltický účinek, což způsobuje zácpu, hlavní vedlejší účinek μ agonistů.

## Aktivace
MOR může zprostředkovat akutní změny v neuronální excitabilitě prostřednictvím potlačení presynaptického uvolňování GABA. Aktivace MOR vede k různým účinkům na dendritických trnech v závislosti na agonistovi a může být příkladem funkční selektivity u μ receptoru. Fyziologické a patologické role těchto dvou odlišných mechanismů je třeba objasnit. Oba jevy se mohou podílet na závislosti na opioidech a na deficitech způsobených opioidy v kognitivnch schonpnostech.
Aktivace μ opioidního receptoru agonistou, např. morfininem způsobuje analgezii, sedaci, mírně snížený krevní tlak, svědění, nevolnost, euforii, snížené dýchání, miózu (zúžené zornice) a sníženou motilitu střev často vedoucí k zácpě. Některé z těchto účinků, např. analgezie, sedace, euforie, svědění a snížené dýchání, mají tendenci se snižovat s pokračujícím užíváním při rozvoji tolerance. Mióza a snížená pohyblivost střev mají tendenci přetrvávat, tj. k těmto účinkům se vyvíjí malá tolerance.
Kanonická izoforma MOR1 je zodpovědná za analgezii vyvolanou morfinem, zatímco alternativně sestřižená izoforma MOR1D (prostřednictvím heterodimerizace s peptidovým receptorem uvolňujícím gastrin) je nutná pro svědění vyvolané morfinem.

## Deaktivace
Stejně jako u jiných receptorů spřažených s G-proteinem je signalizace u opioidního receptoru ukončena několika různými mechanismy, které jsou upregulovány chronickým užíváním, což vede k rychlé tachyfylaxi. Nejdůležitějšími regulačními proteiny MOR jsou beta-arestiny arrestin beta 1 a proteiny beta 2, a proteiny RGS RGS4, RGS9-2, RGS14 a RGSZ2.
Dlouhodobé nebo vysokodávkové užívání opioidů může také vést k jejich toleranci. To zahrnuje downregulaci exprese MOR genu, takže počet receptorů prezentovaných na buněčném povrchu je ve skutečnosti snížen, na rozdíl od krátkodobější desenzibilizace indukované p-arestiny nebo proteiny RGS. Další dlouhodobou adaptací na užívání opioidů může být upregulace glutamátových a jiných drah v mozku, které mohou mít opioidní protikladný účinek, takže snižují účinky opioidních léčiv změnou downstream cest, bez ohledu na aktivaci MOR.

## Tolerance a předávkování
K fatálnímu předávkování opioidy obvykle dochází v důsledku bradypnoe, hypoxémie a sníženého srdečního výdeje ( hypotenze se vyskytuje v důsledku vazodilatace a bradykardie dále přispívá ke snížení srdečního výdeje). Potenciační účinek nastává, když se opioidy kombinují s ethanolem, benzodiazepiny nebo barbituráty, což má za následek zvýšené riziko předávkování. Podstatná tolerance k respirační depresi se vyvíjí rychle a tolerantní jedinci mohou snášet větší dávky. Tolerance k respirační depresi se však během vysazení ztrácí stejně rychle. Mnohé předávkování se vyskytuje u lidí, kteří zneužívají své léky poté, co byli v době vysazení dostatečně dlouho, aby ztratili toleranci k respirační depresi. Méně časté předávkování způsobuje cirkulační kolaps.
Předávkování opioidy může být rychle reverzováno použitím opioidních antagonistů, nejčastěji používaným příkladem je naloxon.

## Příbuzná témata
- 5-opioidní receptor
- κ-opioidní receptor